# Prefontaine Classic 2024
Il Prefontaine Classic 2024 è stata la 49ª edizione dell'annuale meeting di atletica leggera, quinta tappa del circuito Diamond League 2024. Le competizioni hanno avuto luogo presso all'Hayward Field, stadio dell'Università dell'Oregon a Eugene, negli Stati Uniti d'America.

## Programma[1]
| # | Orario | Specialità         |
| - | ------ | ------------------ |
| 1 | 12:05  | 10000 metri piani  |
| 2 | 13:04  | 400 metri ostacoli |
| 3 | 13:12  | 100 metri piani    |
| 4 | 13:50  | 110 metri ostacoli |
| 5 | 14:11  | Getto del peso     |
| 6 | 14:27  | 200 metri piani    |
| 7 | 14:52  | Miglio             |

| #  | Orario | Specialità          |
| -- | ------ | ------------------- |
| 1  | 10:50  | 10000 metri piani   |
| 2  | 11:35  | Lancio del martello |
| 3  | 12:50  | Lancio del disco    |
| 4  | 12:58  | Salto con l'asta    |
| 5  | 13:08  | Salto triplo        |
| 6  | 13:18  | 5000 metri piani    |
| 7  | 13:41  | 100 metri ostacoli  |
| 8  | 13:57  | 1500 metri piani    |
| 9  | 14:09  | 3000 metri siepi    |
| 10 | 14:34  | 800 metri piani     |
| 11 | 14:42  | 100 metri piani     |

     Specialità valide per la Diamond League

## Risultati
Di seguito i primi tre classificati di ogni specialità. 

### Uomini
| Specialità     | 1º classificato   | Prestazione | 2º classificato    | Prestazione | 3º classificato       | Prestazione |
| 100 m          | Christian Coleman | 9"95        | Ferdinand Omanyala | 9"98        | Brandon Hicklin       | 10"08       |
| 200 m          | Kenny Bednarek    | 19"89       | Courtney Lindsey   | 20"09       | Kyree King            | 20"15       |
| Miglio         | Josh Kerr         | 3'45"34     | Jakob Ingebrigtsen | 3'45"60     | Yared Nuguse          | 3'46"22     |
| 10000 m        | Daniel Mateiko    | 26'50"81    | Nicholas Kimeli    | 26'50"94    | Benard Kibet          | 26'51"09    |
| 110 m hs       | Grant Holloway    | 13"03       | Daniel Roberts     | 13"13       | Freddie Crittenden    | 13"16       |
| 400 m hs       | Gerald Drummond   | 48"56       | Rasmus Mägi        | 48"85       | CJ Allen              | 48"99       |
| Getto del peso | Joe Kovacs        | 23,13 m     | Payton Otterdahl   | 22,16 m     | Chukwuebuka Enekwechi | 21,91 m     |

     Prestazione che stabilisce il nuovo record del meeting.

### Donne
| Specialità          | 1º classificato         | Prestazione | 2º classificato       | Prestazione | 3º classificato           | Prestazione |
| 100 m               | Sha'Carri Richardson    | 10"83       | Julien Alfred         | 10"93       | Dina Asher-Smith          | 10"98       |
| 800 m               | Keely Hodgkinson        | 1'55"78     | Mary Moraa            | 1'56"71     | Jemma Reekie              | 1'57"45     |
| 1500 m              | Diribe Welteji          | 3'53"75     | Jessica Hull          | 3:55.97     | Elinor Purrier St. Pierre | 3:56.00     |
| 5000 m              | Tsigie Gebreselama      | 14'18"76    | Ejgayehu Taye         | 14'18"92    | Freweyni Hailu            | 14'20"61    |
| 10000 m             | Beatrice Chebet         | 28'54"14    | Gudaf Tsegay          | 29'05"92    | Lilian Rengeruk           | 29'26"89    |
| 100 m hs            | Cyréna Samba-Mayela     | 12"52 =     | Jasmine Camacho-Quinn | 12"54       | Tonea Marshall            | 12"55       |
| 3000 m siepi        | Peruth Chemutai         | 8'55"09     | Beatrice Chepkoech    | 8'56"51     | Faith Cherotich           | 9'04"45     |
| Salto triplo        | Leyanis Pérez Hernández | 14,73 m     | Thea LaFond           | 14,62 m     | Shanieka Ricketts         | 14,55 m     |
| Salto con l'asta    | Emily Grove             | 4,63 m      | Katie Moon            | 4,53 m      | Robeilys Peinado          | 4,53 m      |
| Lancio del disco    | Valarie Allman          | 67,36 m     | Yaime Pérez           | 67,25 m     | Jorinde van Klinken       | 64,88 m     |
| Lancio del martello | Camryn Rogers           | 77,76 m     | DeAnna Price          | 76,74 m     | Brooke Andersen           | 76,34 m     |

     Prestazione che stabilisce il nuovo record del meeting.